# Digama intermedia
Digama intermedia är en fjärilsart som beskrevs av George Francis Hampson 1891. Digama intermedia ingår i släktet Digama och familjen björnspinnare. Inga underarter finns listade i Catalogue of Life.